# Microstigmata zuluensis
Espèce
Synonymes
- Microstigma zuluense Lawrence, 1938

Microstigmata zuluensis est une espèce d'araignées mygalomorphes de la famille des Microstigmatidae.

## Distribution
Cette espèce est endémique d'Afrique du Sud. Elle se rencontre au KwaZulu-Natal vers Nkandla et Mtubatuba et au Cap-Oriental vers Umzimvubu,.

## Description
Le mâle holotype mesure 5 mm et la femelle paratype 5,8 mm.
Les mâles mesurent de 4,8 à 5,73 mm et les femelles de 4,53 à 6,27 mm.
Microstigmata zuluensis est une espèce d'araignées caractérisée par une taille relativement petite. Le mâle holotype, a une taille mesurée de 5 mm, tandis que la femelle paratype, un autre spécimen utilisé pour la description, mesure 5,8 mm.
En ce qui concerne la variation de taille au sein de l'espèce, les mâles de Microstigmata zuluensis présentent une gamme de tailles allant de 4,8 à 5,73 mm. Les femelles, quant à elles, varient légèrement plus en taille, allant de 4,53 à 6,27 mm. Cette variation de taille entre les sexes est assez typique chez les araignées, où souvent les femelles sont légèrement plus grandes que les mâles.
Cette espèce se distingue également par ses caractéristiques morphologiques spécifiques, qui ne sont pas seulement limitées à sa taille, mais incluent également des aspects tels que la coloration, la forme du corps, et les motifs sur son exosquelette. Ces détails morphologiques sont cruciaux pour distinguer Microstigmata zuluensis des autres espèces proches et pour comprendre sa place dans l'écosystème.

## Étymologie
Son nom d'espèce, composé de zulu et du suffixe latin -ensis, « qui vit dans, qui habite », lui a été donné en référence au lieu de sa découverte, le Zululand.

## Publication originale
- Lawrence, 1938 : A collection of spiders from Natal and Zululand. Annals of the Natal Museum, vol. 8, no 3, p. 455–524 (texte intégral).